# 无足目
无足目（学名：Apoda）俗称蚓螈，是脊索动物门两栖纲的一目，是蚓螈类（Gymnophiona；又稱為蚓螈目）现存的演化支（冠群），是两栖动物中看起來最像蟲或是蛇的一類。大部分的無足目均棲息於地下，因此無足目是兩棲類中發現種類最少的。

## 解剖
無足目的動物的腳已經退化，造成其中較小的種類看起來像蠕蟲，而比較大的種類（長度可到1.5公尺）則看起來像蛇。四肢及带骨均退化，尾巴很短极或无尾，因此泄殖腔接近身体的尾部。全身裸露，体表有皮肤皱褶形成的数百条覆瓦状环褶，环褶内有次级环褶及围绕体轴呈环状排列的骨质圆鳞（水生种类无此结构），这说明它们与坚头类（学名：Stegocephalia）化石有关。由于生活在地下，眼睛很小，并覆盖一层皮层用於保护。所有無足目的動物头部鼻眼见近颌缘的凹槽内都有一对触突，伸长时可达2mm~3mm，可以起到额外的嗅觉作用。
体长10-150厘米，直径最大为5厘米，颜色从浅黑到粉棕色不等。眼小，隐于皮下甚至于骨下。雌雄外观相似。卵生或胎生。生活在地下，以蠕虫或昆虫为食，而蛇又常以它们为食。
除了在南非發現的艾氏盲遊蚓（Typhlonectes eiselti）沒有肺之外，所有無足目的生物都有肺，但是他們同時也使用皮膚與口進行氧氣的吸收。通常為了適應身體的構造，左肺都比右肺小，相同的現象在蛇的構造裡也觀察得到。

## 分布
蚓螈分布在除了干旱地区和高原外绝大部分的东南亚、非洲和南美的热带地区。在南美，它们的分布一直延伸至阿根廷温湿的北部；中非的系统探寻蚓螈的工作还未展开，但是在那里的热带雨林中找到蚓螈的可能性非常大。
曾經以為分布於雲南、廣西和廣東的版纳鱼螈（Ichthyophis bannanicus）是中國產的唯一一種蚓螈，直到2024年又發現了新種楊氏魚螈（Ichthyophis yangi）。2012年2月，科学家在印度东北部发现了一个新的无足目分支Chikilidae科。

## 繁殖
無足類是兩棲類中唯一進行體內受精的種類。雄性蚓螈具有类似阴茎的器官（phallodeum），在交配时插入雌性的泄殖腔中，持续2到3小时。大约25%的蚓螈为卵生，雌性负责保护卵，以皮肤表面的粘液保护其免致干燥；其余75%的蚓螈为卵胎生。

## 分类
按照科学分类法，无足目分成6个科。下列的种类数目可能有误，有些种被重复统计。一方面，统计并没有完全纳入所有的种类；另一方面，被统计为不同种类的种有可能只是某一种类的变种。
- 吻蚓科（Rhinatrematidae） - 2个属，9个种
- 鱼螈科（Ichthyophiidae）- 3个属，46个种
- 蠕蚓科（Scolecomorphidae） - 2个属，6个种
- 真蚓科（Caeciliidae） - 26个属，107个种
- 盲游蚓科（Typhlonectidae） - 4个属，12个种